# Río Tercero

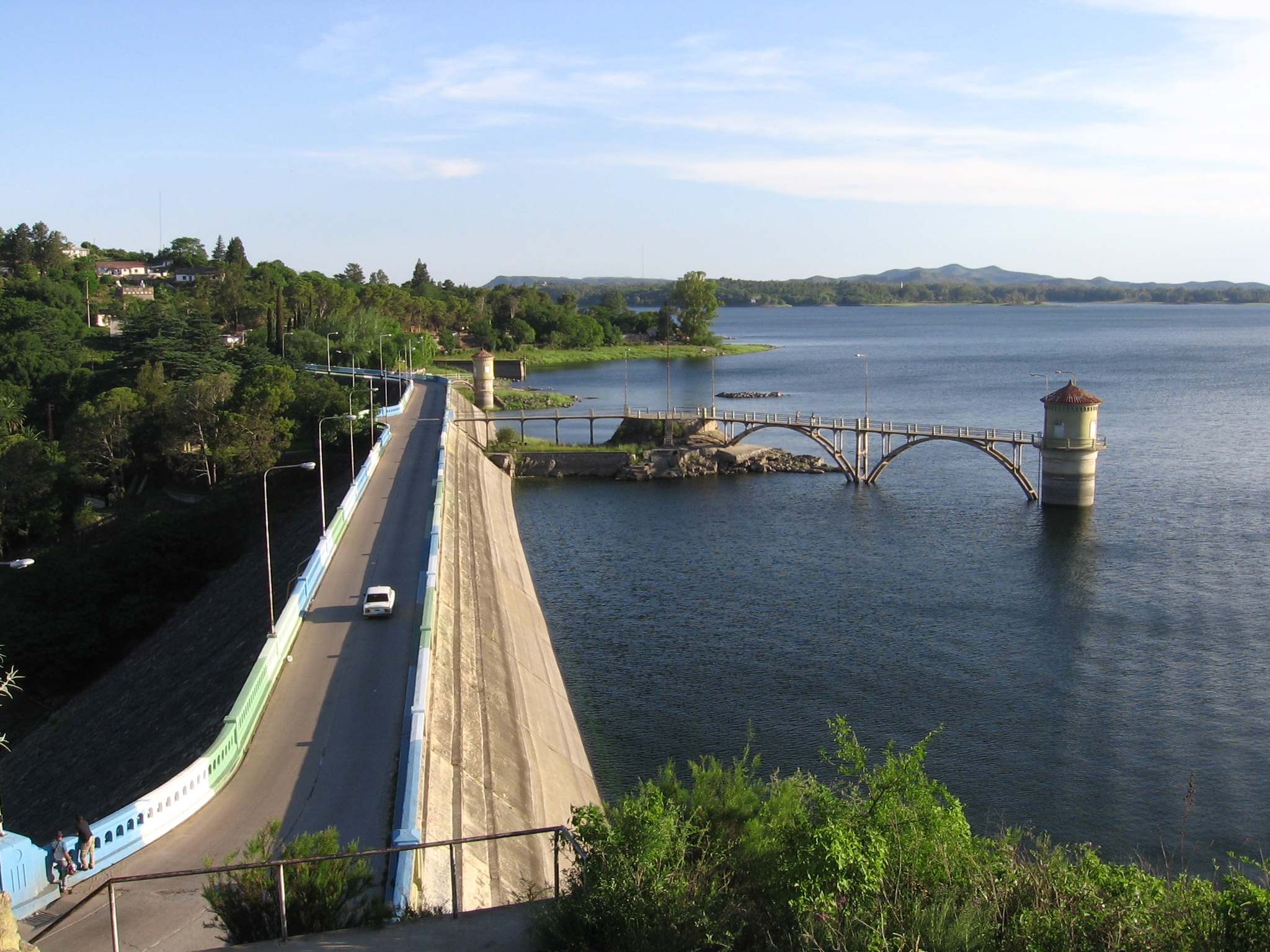
Le barrage d'Embalse sur le río Tercero.

Le río Tercero, río Ctalamochita ou río III en Argentine est la rivière la plus abondante de la province de Córdoba, la parcourant pratiquement en totalité d'ouest en est. Il a un bassin de 21 000 km2 et une largeur de 89 mètres en fin de cours.
Depuis trois siècles, sa dénomination la plus commune est « río Tercero », ce qui signifie que marchant vers le sud, au départ de la ville de Córdoba située sur les rives du río Primero, il est le troisième des cinq grands ríos de cette province qui naissent dans les sierras de Córdoba et coulent vers la Pampa.
Comme les autres rivières de la « série », son cours va d'ouest en est, mais il est le seul qui réussisse à confluer directement avec le río Paraná et qui soit donc un affluent superficiel direct de ce dernier.

## Cours supérieur
Il naît dans les parages du mont Cerro Champaquí, dans une zone où le régime des précipitations (pluviales et nivales) varie entre 1000 et 600 mm/an. Son cours supérieur emprunte la superbe vallée de valle de Calamuchita. Après l'avoir quittée, il parcourt la vallée plus basse de Valle de La Cruz, puis il pénètre dans la pénéplaine où on a construit de grandes retenues échelonnées (Cerro Pelado, Embalse Río III, Piedras Moras) ayant deux fonctions principales: obtenir de l'énergie hydroélectrique et régulariser son débit. La retenue Embalse Río III fut inaugurée en 1936, et a une superficie de 54,3 km2.

## Cours inférieur
Après avoir parcouru cette région, il entre alors dans la Pampa humide où le régime moyen des précipitations est de 730 mm/an.
Il possède un lit suffisamment exempt d'obstacles pour devenir une rivière navigable dès son arrivée dans la plaine pampéenne. Il est en effet tout à fait navigable pour des embarcations de tonnage moyen depuis l'agglomération de Villa María - Villa Nueva. Après son confluent avec le río Cuarto (également appelé Chocancharava), via le río Saladillo, son cours continue sous le nom de río Carcarañá. 
Le río Tercero traverse ou coule très près de quelques-unes des plus importantes villes de la  province de Córdoba: la ville de Río Tercero, les deux villes déjà citées de Villa María et de Villa Nueva, ainsi que Bell Ville, Leones etc. La longueur approximative du Río Tercero — sans compter le parcours du Carcarañá — est de 307 km. Son débit moyen est de 27 m3/s.

## Ctalamochita
Ctalamochita est une dénomination partiellement amérindienne du río Tercero.
Le mot Ctalamochita - qui a la même origine que Calamuchita - paraît être un mélange de vocable aborigène (ctala ou tala : « arbre important »), et d'un mot espagnol déformé (mucho : « beaucoup de »). Si cette étymologie se vérifie, Ctalamochita (et Calamuchita), signifierait : « région de beaucoup de grands arbres », ceci se référant au bassin supérieur du río Tercero, dans la sierra boisée.

## Hydrométrie - les débits mensuels à Embalse
Les débits de la rivière ont été observés sur une période de 67 ans (1913-1980) à la station hydrométrique d'Embalse, ville située au niveau du barrage du río Tercero dans la province de Córdoba, et ce pour une superficie étudiée de 3 300 km2. 
À Embalse, le débit annuel moyen ou module observé sur cette période était de 27,1 m3/s.
La lame d'eau écoulée cette partie du bassin versant de la rivière - de très loin la plus importante du point de vue de l'écoulement - atteint ainsi le chiffre de 259 millimètres par an. Quant au débit spécifique, il se monte dès lors à 8,21 litres par seconde et par km2 de bassin.

## Tourisme
Les lacs sont des destinations forts prisées et largement fréquentées, car situées pas trop loin des grands centres. Ce sont aussi d'importants centres de 
pêche (pejerreys ou poisson-roi, truites etc.), 